# Friedrich Hünermann
Friedrich Peter Hünermann (* 24. August 1886 in Erkrath; † 14. Februar 1969 in Aachen) war ein römisch-katholischer Theologe und Weihbischof in Aachen.

## Leben
Am 5. September 1909 wurde Hünermann zum Priester des Erzbistums Köln geweiht. Im Jahr 1913 wurde er in Bonn mit einer Dissertation über Die Bußlehre des heiligen Augustinus zum Dr. theol. promoviert. In Bonn lehrte Hünermann später als Professor für Dogmatik und Dogmengeschichte. 1937 wurde Hünermann Offizial des Bistums Aachen.
Am 3. Dezember 1938 ernannte ihn Papst Pius XI. zum Titularbischof von Ostracine und zum Weihbischof in Aachen. Die Bischofsweihe spendete ihm der Aachener Kapitularvikar, Weihbischof Hermann Joseph Sträter, am 5. Februar 1939 im Aachener Dom. Mitkonsekratoren waren die Weihbischöfe Wilhelm Stockums aus Köln und Heinrich Roleff aus Münster.
Friedrich Hünermann nahm an der zweiten Sitzungsperiode des Zweiten Vatikanischen Konzils als Konzilsvater teil.

## Veröffentlichungen
- Die Bußlehre des heiligen Augustinus (Diss.), Forschungen zur christlichen Literatur- und Dogmengeschichte, Bd. 12, Heft 1, Paderborn 1914
- (als Herausgeber): Gasparo Contarini: Gegenreformatorische „Schriften“ (1530c.-1542), Münster 1923
- Wesen und Notwendigkeit der aktuellen Grade nach dem Konzil von Trient, Forschungen zur christlichen Literatur- und Dogmengeschichte, Bd. 15, Heft 4, Paderborn 1926
- Busse und Bussdisziplin im christlichen Altertum, Düsseldorf 1927